# Grevillea candolleana
Grevillea candolleana är en tvåhjärtbladig växtart som beskrevs av Meissn.. Grevillea candolleana ingår i släktet Grevillea och familjen Proteaceae. Inga underarter finns listade i Catalogue of Life.